# بالدپنیاس د خائن
بالدِپِنیاس دِ خائن (به اسپانیایی: Valdepeñas de Jaén) یکی از دهستان‌های استان خائن در کشور اسپانیا است. این شهر با مساحت ۱۸۰ کیلومتر مربع، ۴۰۹۶ تن جمعیت دارد.